# Techniques surréalistes
Les techniques surréalistes sont l'ensemble des pratiques mobilisées par les membres du surréalisme, dans la peinture, la poésie, la littérature, la photographie ou la sculpture pour créer des œuvres nouvelles et originales.
Beaucoup de ces techniques, selon les surréalistes, libéreraient l’imagination en produisant un processus créatif libre de tout contrôle conscient. L'inconscient en tant que source d'inspiration est donc au cœur des théories et des pratiques du surréalisme.
Les pratiques les plus célèbres sont sans doute l'écriture automatique et le cadavre exquis, puisqu'elles ont été utilisées dès les débuts du mouvement. Les techniques surréalistes sont néanmoins d'une grande variété, particulièrement dans les arts visuels. Certaines sont liées à un seul artiste, comme la méthode paranoïaque-critique, qui fut uniquement l'apanage de Salvador Dalí.
La valeur et le rôle des différentes techniques ont été l'un des nombreux sujets de désaccord. Certaines surréalistes ont uniquement l'automatisme et les jeux comme sources d'inspiration, tandis que d'autres les considèrent comme des points de départ pour des œuvres achevées. D’autres considèrent les objets créés par l’automatisme comme des œuvres finies elles-mêmes, ne nécessitant aucun raffinement supplémentaire.

## L'aérographie
L'aérographie est une technique dans laquelle un objet tridimensionnel est utilisé comme pochoir. La peinture est alors pulvérisée dessus avec l'aide d'un pistolet.

## Boîte surréaliste
La « boîte surréaliste » est un concept artistique élaboré par Marcel Duchamp conjointement avec Man Ray entre le moment où ils formèrent la Société Anonyme, Inc. (1920) et leur rencontre avec Joseph Cornell et le galeriste Julien Levy,.
Objet fait ou fabriqué, a contrario de l’objet déjà tout fait, la boîte surréaliste se risque à proposer en un univers condensé, sculpture et peinture, assemblage et collage d’éléments plus ou moins hétéroclites.
Quelques artistes ayant créé des boîtes : Joseph Cornell, Marcel Duchamp, Man Ray, ...

## Le brûlage
Le brûlage est une technique automatique développée et utilisée par David Hare, proche d'André Breton à partir de 1941 et qui participe à l'Exposition internationale du surréalisme de 1947. La technique fut aussi utilisée par Raoul Ubac.
Dans la technique du brûlage, un négatif photographique exposé mais non fixé est chauffé par le bas, provoquant une distorsion aléatoire de l'image résultante, une fois développée.

## Le bulletisme
Le bulletisme consiste à projeter de l'encre sur une feuille de papier vierge. L'artiste peut alors développer des images à partir de cette projection.

## Le cadavre exquis
Le cadavre exquis est une méthode par laquelle une collection de mots ou d'images est assemblée collectivement. Il est basé sur un vieux jeu de société connu sous le même nom, dans lequel les joueurs écrivaient à tour de rôle sur une feuille de papier, la pliaient pour cacher une partie de l'écriture, puis la passaient au joueur suivant pour une partie supplémentaire. Cette pratique est inventée en 1925 lors d'une soirée du groupe surréaliste au domicile d'Yves Tanguy, Jacques Prévert et Marcel Duhamel.

## Le calligramme

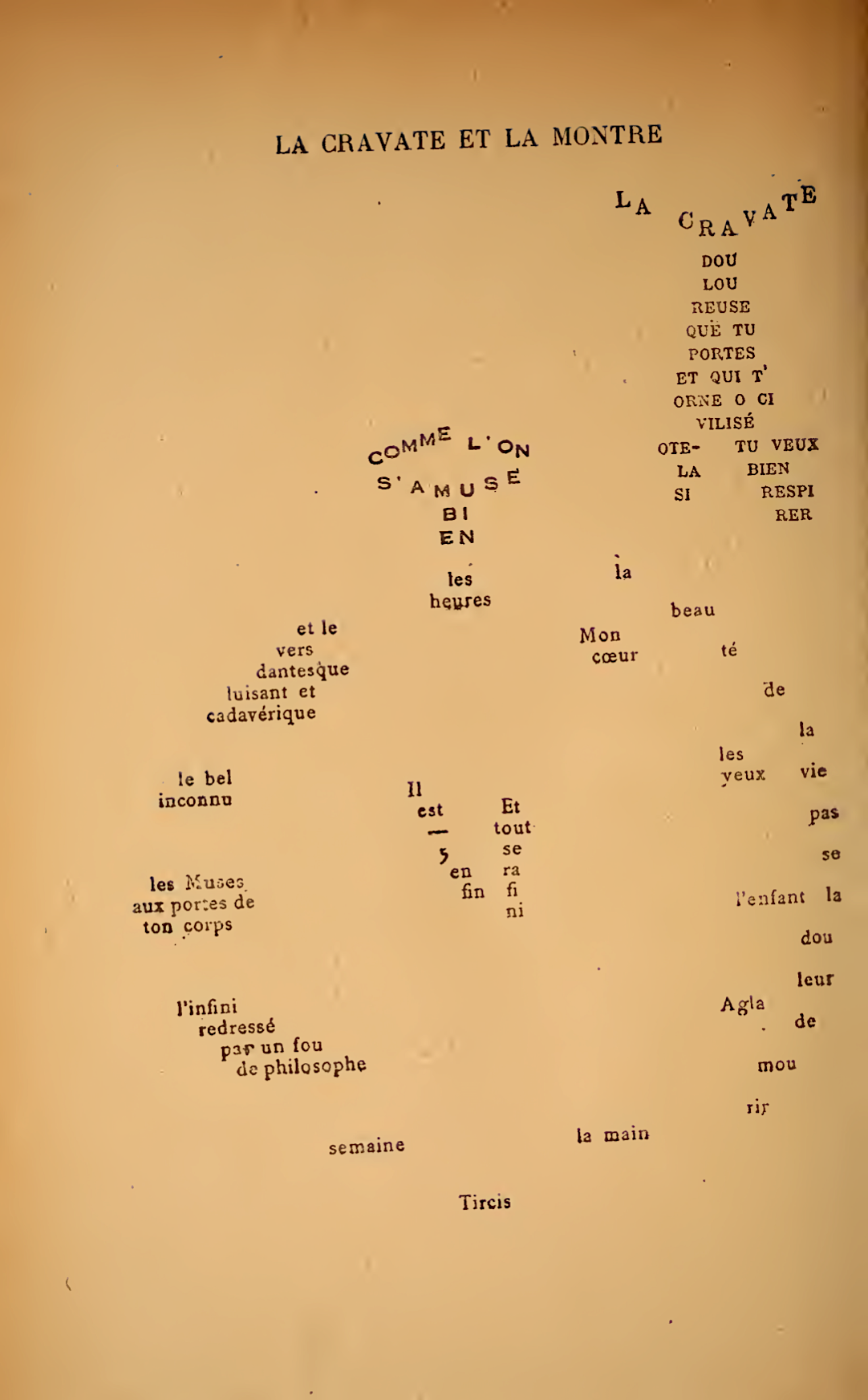
Le calligramme La cravate et la montre (1914), de Guillaume Apollinaire, est un exemple de poésie typographique avec la représentation visuelle d'une cravate et d'une montre. L’effet pictural de l’écriture est une invitation à traiter simultanément les aspects visuels et verbaux du poème. Conçus pour être lus d'un seul coup d'œil, le texte et l'image sont intégrés à l'expérience perceptuelle du lecteur.

Un calligramme est une forme de texte ou de poème développée par Guillaume Apollinaire dans son recueil Calligrammes. Dans un calligramme, les mots ou les lettres constituent une forme, souvent liée au sujet du texte. Bien qu'inventée avant l'existence du surréalisme, elle est appréciée et pratiquée par les membres du mouvement.

## La Cire
La peinture à la cire a été employée par Victor Brauner en 1942 quand il était réfugié en Provence sur le plateau d'Albion, caché par René Char. Il crée cette pratique faute d'autres matériaux. On applique à la truelle une couche de cire tiède sur un panneau. Parfois, le dessin est repris par-dessus. Cette technique sera poursuivie après la guerre en 1946, dans Motan de Lune, et en 1957, dans Promenade après l'amour.

## Le collage

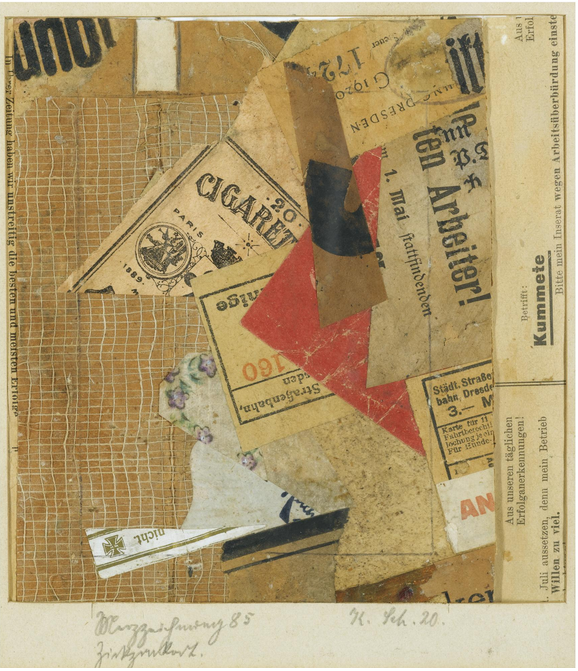
Merz-dessin 85, Zig-Zag Red (1920), de Kurt Schwitters, composé de fragments de chutes et de papiers déchirés accrochés sur la toile. Déchirer des papiers peut suggérer un acte d’expérience artistique, évoquant une crise émotionnelle ou créative.

Le collage est l'assemblage de différentes formes créant un tout nouveau. Cette pratique est initiée par les artistes de dada puis reprise par les surréalistes, notamment dans les premiers temps du mouvement.
Dans les arts visuels, un collage peut comprendre des coupures de journaux, des rubans, des morceaux de papiers colorés ou faits à la main, des photographies, etc., collés sur un support solide ou une toile. Selon le critique Jean-Luc Rispail, « Le collage a pour fonction de démystifier et de révéler une vérité cachée sous les apparences ».
Cette pratique a une influence en littérature, puisque plusieurs auteurs insèrent dans leurs textes des citations prises dans des journaux, pour les insérer de manière surprenante dans un texte n'ayant souvent pas de rapport logique. Le Paysan de Paris de Louis Aragon (1926) et L'Immaculée conception de Paul Eluard et André Breton (1930) mobilisent ainsi l'art du collage littéraire. Jacques Prévert le pratique également.

## Le coulage
Un coulage est une sorte de sculpture automatique ou involontaire réalisée en versant une matière en fusion (comme du métal, de la cire ou du chocolat) dans de l'eau froide. À mesure que le matériau refroidit, il prend une forme qui semble aléatoire, bien que les propriétés physiques des matériaux impliqués puissent conduire à un conglomérat de disques ou de sphères. L'artiste peut utiliser des techniques pour affecter le résultat : de même que l'écriture automatique, le coulage est souvent utilisé comme point de départ à la création.
Cette technique est également utilisée dans le processus de divination appelé céromancie.

## Le CV rêvé
Le CV de rêve prend la forme d'un résumé de vie professionnelle, mais raconte les réalisations, l'emploi, etc. de son sujet, dans les rêves plutôt que dans la vie éveillée. Vie réelle et vie rêvée y sont généralement mélangées.

## La cubomanie
La cubomanie est une méthode de création de collages dans laquelle une œuvre ou une illustration est découpée en carrés. Ces carrés sont ensuite réunis de manière aléatoire, formant une nouvelle image. La technique a été utilisée pour la première fois par le surréaliste roumain Ghérasim Luca.

## Le découpage
La technique du découpage est une méthode dans laquelle un texte est découpé au hasard et réorganisé pour créer un nouveau texte.

## La décalcomanie
La décalcomanie est un processus consistant à étaler une peinture épaisse sur une toile puis (alors qu'elle est encore humide) à la recouvrir d'un autre matériau tel que du papier ou du papier d'aluminium. Ce revêtement est ensuite retiré avant que la peinture ne sèche et le motif de peinture qui en résulte devient la base de la peinture finie.
Selon Rose-Hélène Iché, « L’abstraction obtenue par cette peinture photographique suggère des espaces sans pesanteur, un univers spirituel d’une profondeur visuelle infinie. ».
La technique a été très employée par des artistes comme Max Ernst, dès l'époque de dada. Elle est également pratiquée par Oscar Dominguez, Jacques Hérold ou Théodore Brauner.

## L'éclaboussure
L'éclaboussure est une technique de la peinture surréaliste où sur des peintures à l'huile ou des aquarelles sont aspergées d'eau ou de térébenthine. Les liquides sont ensuite absorbés pour révéler des éclaboussures ou des points aléatoires là où le support a été retiré. Cette technique donne l'apparence de l'espace et de l'atmosphère. Il a été utilisé dans les peintures de Remedios Varo.

## L'écriture automatique
L'écriture automatique est une poésie ou un texte de prose écrite selon la méthode automatique. Il s’agit probablement de la principale méthode surréaliste depuis la fondation du surréalisme jusqu’à nos jours. Dans le surréalisme français, André Breton et Philippe Soupault ont souvent été considérés comme les pionniers de cette technique avec leur recueil Les Champs magnétiques (1919), qui prétendait être le premier recueil écrit uniquement par méthode automatique. C'est devenu une forme d'écriture typique du mouvement surréaliste par la suite. Des études récentes ont prouvé que les manuscrits présentaient de nombreuses variantes et corrections tout au long des poèmes.
Elle consiste à écrire le plus rapidement possible, sans contrôle de la raison, sans préoccupations esthétique ou morale, voire sans aucun souci de cohérence grammaticale ou de respect du vocabulaire. L'état nécessaire à la bonne réalisation est un état de lâcher-prise, entre le sommeil et le réveil (proche d'un état hypnotique).
L’une des utilisations les plus étranges de l’écriture automatique par un grand écrivain fut celle de William Butler Yeats. Sa femme, spiritualiste, le pratiquait, et Yeats en a mis de grandes parties dans son œuvre en prose intitulée Une Vision et dans une grande partie de sa poésie ultérieure. (Yeats n'était cependant pas surréaliste, bien qu'il se fût en partie inspiré du mouvement.)
L'écrivain tchèque Bohumil Hrabal a utilisé la méthode du texte automatique dans son célèbre livre J'ai servi le roi d'Angleterre. Un chapitre du livre est rédigé en une seule phrase et, à la fin du livre, Hrabal approuve l'utilisation de l'écriture automatique.

## L'écriture indéchiffrable
En plus de son sens évident d'écriture illisible ou pour toute autre raison incompréhensible par le lecteur, l'écriture indéchiffrable fait référence à un ensemble de techniques automatiques, développées notamment par les surréalistes roumains et relevant du surautomatisme. Les exemples incluent la graphomanie entoptique, la fumage et le mouvement de liquide sur une surface verticale.

## Les étrécissements
Alors que le collage est perçu comme une méthode additive de poésie visuelle, les étrécissements sont une méthode réductrice. Elle a été utilisée pour la première fois par Marcel Mariën dans les années 1950. Les résultats sont obtenus en découpant des parties d'images pour créer une nouvelle image, au moyen d'une paire de ciseaux ou de tout autre instrument de découpe.

## Le frottage
Le frottage est une méthode de création dans laquelle on prend un crayon ou un autre outil de dessin et on effectue un « frottement » sur une surface texturée. Le dessin peut être laissé tel quel ou utilisé comme base pour un travail ultérieur.
Elle est mise au point par Max Ernst à partir de 1925. Il en tire le livre d'art Histoire naturelle (1927).

## Le fumage
Le fumage est une technique picturale utilisée par les surréalistes et initiée par Wolfgang Paalen à partir de 1936.
Le procédé consistait à se servir des traces de suie laissées par de la fumée de bougie ou une lampe à kérosène comme canevas pour une composition visuelle. Paalen laissait ainsi un hasard dirigé pour conduire le support de son travail, parallèlement aux surréalistes qui utilisaient plutôt une méthode de composition automatiste, basée sur l'improvisation inconsciente. La technique du fumage fut utilisée par plusieurs artistes comme Willy Bosschem, Roberto Matta, Alberto Burri, Burhan Doğançay, Yves Klein et Otto Piene. Le fumage consistait aussi à promener le flamme d'une bougie sur une surface couverte de peinture fraîche.

## La graphomanie entopique
La graphomanie entopique est une méthode de dessin surréaliste et automatique dans laquelle des points sont réalisés aux endroits des impuretés dans une feuille de papier vierge. Des lignes sont ensuite tracées entre les points ; il peut s'agir de lignes courbes ou de lignes droites. Ithell Colquhoun a décrit ses résultats comme « le type d'abstraction géométrique le plus austère ». Elle doit être distinguée des méthodes « entoptiques » de dessin ou de création artistique, inspirées de phénomènes entoptiques.
La méthode a été inventée par Dolfi Trost et théorisée dans son livre de 1945 Vision dans le cristal. Relier les points ou les rayures est une technique de dessin qui vise à stimuler le processus créatif et les associations subconscientes. Trost croyait en la transformation de la conscience humaine par un processus dialectique pouvant conduire à une modification de l'existence humaine tant au niveau personnel que social. Cette méthode d' « écriture indéchiffrable » était censée être un exemple de « surautomatisme ».
La méthode a été comparée à la « progression mathématique de Voronoi »[réf. nécessaire]

## Le grattage
Le grattage est une technique de peinture surréaliste dans laquelle la peinture (généralement humide) est grattée de la toile. Il a été employé par Max Ernst et Joan Miró.
Cette technique a été très utilisée par le peintre Esteban Francès.

## Les jeux
Dans le surréalisme, les jeux sont importants non seulement comme forme de divertissement mais aussi comme méthode d'investigation. L’intention est de supprimer les contraintes du rationalisme et de permettre aux concepts de se développer plus librement et de manière plus aléatoire. L’objectif est de briser les schémas de pensée traditionnels et de créer un résultat plus original. Le cadavre exquis est ainsi d'abord un jeu pratiqué lors de soirées organisées par les membres du surréalisme, mais la réunion des éléments divers et opposés sur la page est censé créer des images nouvelles et donnant une voie d'accès au subconscient.
Le « Potlatch des voyageurs temporels » est un jeu dans lequel deux joueurs ou plus disent quel cadeau ils offriraient à une autre personne, généralement d'un personnage historique, ou de quelqu'un qui a joué un rôle ou a eu une influence sur la formation du surréalisme.

## La méthode paranoïaque-critique
La méthode paranoïaque-critique est une technique inventée par Salvador Dalí et utilisée par lui seul. Elle consiste, selon Dali, de se mettre dans un état paranoïaque : peur que soi-même soit manipulé, ciblé ou contrôlé par d'autres. Dans la pratique, Dali travaille sur ses propres obsessions, qu'il déconstruit ensuite dans un univers onirique et brutal. La sexualité, la mort, les monstres, le cannibalisme, les animaux et les matières fécales sont constitutifs de son paysage mental ; il les traite avec provocation et souvent avec humour.
Dali la définit comme « une méthode spontanée de connaissance irrationnelle, basée sur l’objectivation critique et systématique des associations et interprétations délirantes ». atrice Schmitt, à propos d'une rencontre entre Dalí et Lacan, nota que « la paranoïa selon Dalí est aux antipodes de l'hallucination par son caractère actif ». Elle est à la fois méthodique et critique. Elle a un sens précis et une dimension phénoménologique et s'oppose à l'automatique, dont l'exemple le plus connu est le cadavre exquis. Faisant le parallèle avec les théories de Lacan, il conclut que le phénomène paranoïaque est de type pseudo-hallucinatoire. Les techniques d'images doubles sur lesquelles Dalí travaillait depuis Cadaqués (L'Homme invisible, 1929) étaient particulièrement propres à révéler le fait paranoïaque.

## Le mouvement de liquide sur une surface verticale
Le mouvement d'un liquide sur une surface verticale est une technique inventée par les surréalistes roumains. Elle est qualifiée par eux de surautomatique. C'est une forme d'écriture indéchiffrable, consistant à créer des images en laissant couler ou en permettant un écoulement d'une certaine forme de liquide sur une surface verticale.

## Les nouvelles latentes
Les nouvelles latentes sont un jeu dans lequel un article d'un journal est découpé en mots individuels (ou peut-être en phrases) puis rapidement réassemblé. Ce procédé est d'abord proposé par dada, et particulièrement par Tristan Tzara (voir aussi Technique de découpe.)

## Le parsemage
Le parsemage est une méthode surréaliste et automatique utilisée dans les Arts visuels, inventée par Ithell Colquhoun. Cette technique consiste à disperser de la poussière de fusain ou de craie de couleur à la surface de l'eau puis à l'écumer en passant un papier ou un carton rigide juste sous la surface de l'eau.

## Le photomontage
Le photomontage consiste à créer une image composite en découpant des photographies et en réassemblant les morceaux, de manière aléatoire ou semi-aléatoire.

## Le photogramme
Selon Rose-Hélène Iché, « Un photogramme est une image photographique obtenue sans utiliser d’appareil photographique, en plaçant des objets sur une surface photosensible (papier photo ou film) et en l’exposant ensuite directement à la lumière. Cette technique est utilisée dès l’invention de la photographie et est également connue sous diverses dénominations : Dessins photogénique (William Henry Fox Talbot) ; Schadographie (Christian Schad) ; Rayogramme, Rayograph et Rayographie (Man Ray) ; Argentype (Jean-Marie Fadier) ; Photogramme Numérique (Rodolphe Bessey) ».
Des photographes comme Théodore Brauner, Raoul Ubac, Man Ray, Raoul Haussman et Herbert Matter pratiquent cette technique. Théodore Brauner en produit pendant une quarantaine d'années et les réunit sous le titre Solarfixes.

## Le poème écho
Un poème écho est un poème écrit selon une technique inventée par Aurélien Dauguet en 1972. Il peut être composé par une seule ou plusieurs personnes.
La première « strophe » du poème est écrite sur la colonne de gauche d'une feuille de papier divisée en deux colonnes. Ensuite, le « contraire », ou « l'écho », de la première strophe est composé dans la colonne de droite de la page. L'écriture se fait automatiquement et souvent la strophe « opposée » est composée d'une correspondance phonétique avec la première strophe.
Pour un ouvrage plus long, la troisième strophe peut alors commencer dans la colonne de gauche comme un « contraire » ou une correspondance phonétique à ce qui l'a précédée dans la colonne de droite. Alors la quatrième strophe pourrait être une correspondance « opposée » ou sonore à ce qui l'a précédée dans la colonne de gauche, et ainsi de suite. Lorsque le poème est terminé, l'écho de la dernière phrase, du dernier vers ou de la dernière phrase sert généralement de titre.
Cette pratique est à ne pas confondre avec la forme traditionnelle de « vers d'écho » qui apparaît comme un dialogue entre les questions d'un personnage et les réponses en écho de la nymphe Echo.

## La sculpture involontaire
Le surréalisme décrit comme « sculptures involontaires » celles réalisées en manipulant distraitement quelque chose, comme rouler et dérouler un ticket de cinéma, plier un trombone, etc. Elles ont à voir avec le lapsus tel qu'analysé par Sigmund Freud : les formes créées sont censées révéler un état de l'inconscient.

## Le sifflage
Le sifflage est la technique utilisée par Jimmy Ernst (fils de Max Ernst) dans laquelle de la peinture liquide est soufflée pour inspirer ou révéler une image. Elle est parfois appelée « soufflage », mais le terme utilisé par Ernst était « sifflage ». Le résultat peut être vu dans son œuvre Echo Plasm.

## La substitution
La substitution est le nom que le peintre René Magritte donne à sa propre pratique, à savoir que « une forme quelconque peut remplacer l'image d'un objet ». L'objet, l'image et le nom du tableau sont souvent en décalage, créant un écart entre la représentation et la perception

## Le surautomatisme
Le terme surautomatisme comprend toute théorie ou acte visant à pousser l'automatisme à ses limites les plus absurdes. Il est issu principalement de la tradition du surréalisme roumain, en particulier de Ghérasim Luca.
Elle fut avancée par Trost et Ghérasim Luca. Elle affirme que pourraient être pratiquées des méthodes surréalistes qui « vont au-delà » de l'automatisme. Dans Dialectique de Dialectique, les deux auteurs avaient proposé de radicaliser davantage l'automatisme surréaliste en abandonnant les images produites par des techniques artistiques au profit de celles « résultant de procédures scientifiques rigoureusement appliquées », supprimant selon eux la notion d'« artiste » du processus de création d'images et en remplaçant avec hasard et rigueur scientifique. Cependant, la question s'est posée de savoir si un algorithme devait être utilisé pour déterminer dans quel ordre relier les points afin de conserver le caractère « automatique » de la méthode.

## La triptographie
La triptographie est une technique photographique automatique par laquelle un rouleau de film est utilisé trois fois, , soit par le même photographe, soit, dans l'esprit du cadavre exquis, par trois photographes différents. Cela provoque une triple exposition, de telle sorte que les chances d'avoir pour résultat une seule photographie avec un sujet clair et défini est presque impossible. Il faut alors découper le film en comptant uniquement les trous d'entraînement, sans tenir compte des images présentes sur le négatif. Les résultats ont une qualité qui rappelle la période transitoire du sommeil où un rêve devient soudainement un autre.
Le créateur Christopher Thurlow affirme avoir inventé cette technique lorsque son envie de continuer à prendre des photographies a été soudainement contrariée par le fait qu'il était à court de pellicule non exposée.

## Voir également
- Surréalisme
- Littérature surréaliste
- Peinture surréaliste
- Chronologie de dada et du surréalisme
- Post-surréalisme
- Humour absurde, Mad